# The Adventures of Buckaroo Banzai Across the 8th Dimension
The Adventures of Buckaroo Banzai Across the 8th Dimension is een Amerikaanse komische sciencefictionfilm uit 1984 onder regie van W.D. Richter. Schrijver Earl Mac Rauch werd voor zijn script genomineerd voor een Saturn Award evenals John Lithgow dat werd voor zijn bijrol.

## Filmbeschrijving
Buckaroo Banzai (Peter Weller) moet samen met zijn Hong Kong Cavaliers en het meisje Penny Priddy (Ellen Barkin) de Aarde beschermen tegen een invasie van Johns uit de 8e dimensie, aangevoerd door Heer John Wolfin (John Lithgow) en John Bigboote (Christopher Lloyd).
Op het einde van de film wordt een vervolg aangekondigd, genaamd Buckaroo Banzai vs. The World Crime League. Omdat het origineel flopte en de filmstudio failliet ging, werd dit nooit gemaakt.

## Citaten uit de film
- Heer John Worfin: "Sealed with a curse, as sharp as a knife. Doomed is your soul and damned is your life."

## Rolverdeling
| Acteur             | Personage                     |
| ------------------ | ----------------------------- |
| Peter Weller       | Buckaroo Banzai               |
| John Lithgow       | Emilio Lizardo/John Whorfin   |
| Ellen Barkin       | Penny Priddy                  |
| Jeff Goldblum      | Sidney Zweibel/New Jersey     |
| Christopher Lloyd  | John Bigbooté                 |
| Lewis Smith        | Perfect Tommy                 |
| Rosalind Cash      | John Emdall                   |
| Robert Ito         | Professor Hikita              |
| Pepe Serna         | Reno Nevada                   |
| Ronald Lacey       | President Widmark             |
| Matt Clark         | Secretary of Defense McKinley |
| Clancy Brown       | Rawhide                       |
| William Traylor    | General Catburd               |
| Carl Lumbly        | John Parker                   |
| Vincent Schiavelli | John O'Connor                 |
| Dan Hedaya         | John Gomez                    |
| Mariclare Costello | Senator Cunningham            |
| Bill Henderson     | Casper Lindley                |
| Damon Hines        | Scooter Lindley               |
| Billy Vera         | Pinky Carruthers              |
| Laura Harrington   | Mrs. Johnson                  |
| Yakov Smirnoff     | National Security Advisor     |